# Cantone di Vitteaux
Il Cantone di Vitteaux era una divisione amministrativa dell'arrondissement di Montbard.
A seguito della riforma approvata con decreto del 18 febbraio 2014, che ha avuto attuazione dopo le elezioni dipartimentali del 2015, è stato soppresso.

## Composizione
Comprendeva i comuni di:
- Arnay-sous-Vitteaux
- Avosnes
- Beurizot
- Boussey
- Brain
- Champrenault
- Charny
- Chevannay
- Dampierre-en-Montagne
- Gissey-le-Vieil
- Marcellois
- Marcilly-et-Dracy
- Massingy-lès-Vitteaux
- Posanges
- Saffres
- Sainte-Colombe
- Saint-Hélier
- Saint-Mesmin
- Saint-Thibault
- Soussey-sur-Brionne
- Thorey-sous-Charny
- Uncey-le-Franc
- Velogny
- Vesvres
- Villeberny
- Villeferry
- Villy-en-Auxois
- Vitteaux